# 自分を見つめて/1992年、夏
「自分を見つめて／1992年、夏」（じぶんをみつめて／1992ねん、なつ）は、小泉今日子が1992年6月3日にビクター音楽産業からリリースした33枚目のシングル。

## 解説
前作「あなたに会えてよかった」から約1年ぶりに両A面シングルとしてリリースされた。
「自分を見つめて」はフジTV系『ウッチャンナンチャンのやるならやらねば!』のエンディングテーマ。
「1992年、夏」はキリン「ラガービール'92」のCFイメージソング。
オリコン史上6組目のシングル30曲目のトップ10入りとなり、女性では史上初の達成である。

## 収録曲
全作詞:小泉今日子
1. 自分を見つめて
  - 作曲:EBBY／編曲:EBBY,小滝みつる
2. 1992年、夏
  - 作曲・編曲:佐橋佳幸
3. 自分を見つめて（オリジナル・カラオケ）
4. 1992年、夏（オリジナル・カラオケ）